# Johann Wilhelm von Archenholz
Johann Wilhelm von Archenholz fue un historiador y militar nacido en la Ciudad libre de Danzig en 1743 y fallecido en 1812.

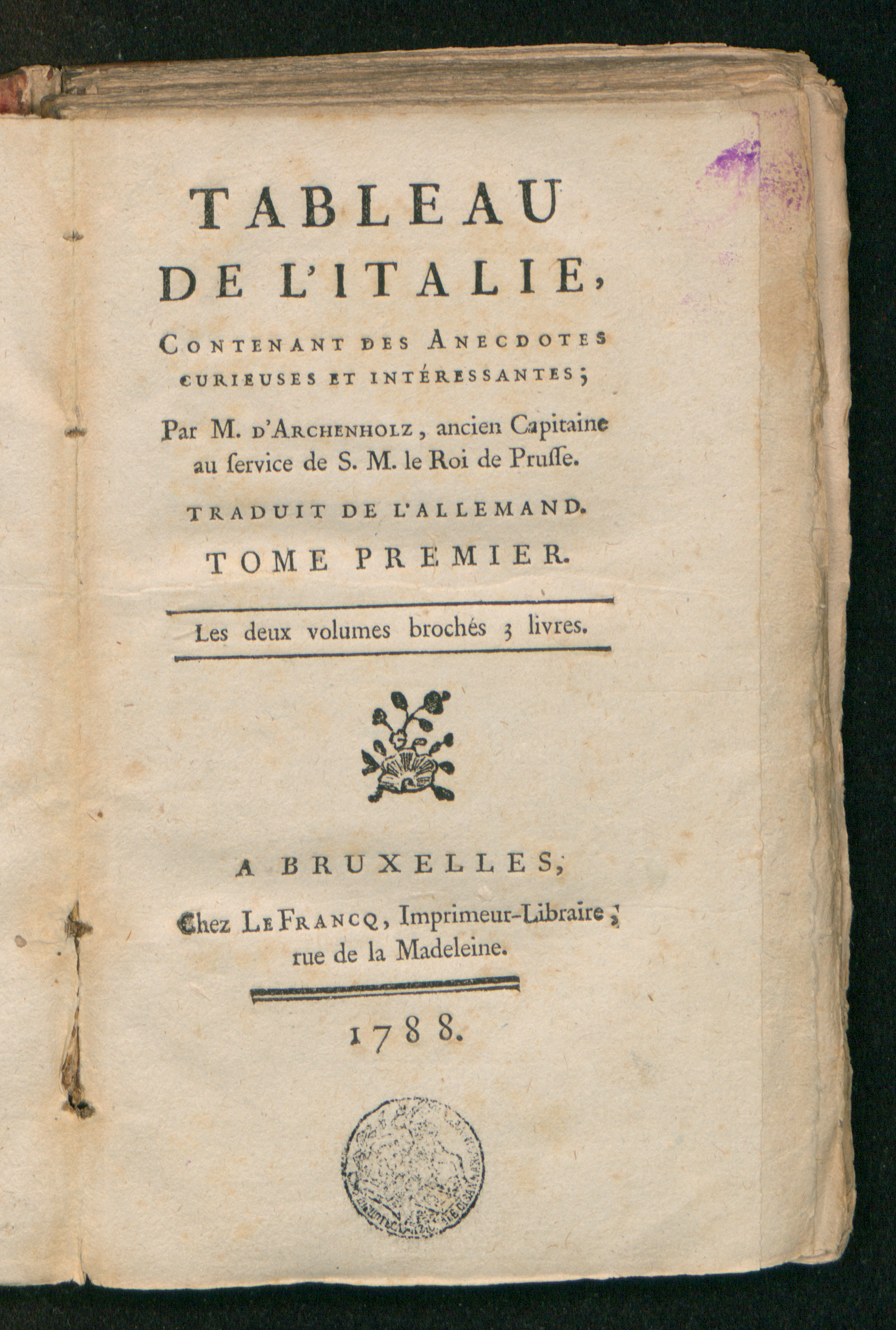
Tableau de l'Italie (Italien), 1788

Hasta la caída de Napoleón habían transcurrido muchos siglos sin que esta historia hubiese tenido más que la obra de Federico el Grande digna de consideración titulada "Historia de su tiempo". Este género exige a la vez un elegante esilo, vastos y profundos conocimientos de historia y política y la suficiente capacidad militar para juzgar bien los acontecimientos. Muchos historiadores políticos como Ancillon, Segur padre, Karamsin, Guichardin, Archenholz, Schiller, Daru, Michaud y Salvandy han descrito con inteligencia bastantes operaciones de guerra, pero no por eso se les puede contar en el número de escritores militares ("Compendio del arte de la guerra", Madrid, D.M. de Burgos, 1840; autor: Antoine-Henri Jomini)

## Biografía
Archenholz entró a servir en el ejército de Prusia en la guerra de los Siete Años, y fue hecho capitán, y más tarde se retiró del servicio activo en la milicia y viajó por diversas partes de Europa, y por último se estableció en Hamburgo donde publicó diversas obras escritas, llegando a ser muy popular en Alemania.
El primer trabajo que estableció su popularidad fue "England und Italien", en 1785, dando una metódica descripción de los dos países, respecto a sus características sociales y morales y sobre sus instituciones políticas, ya que visitó varias veces Inglaterra y permaneció 6 años entre 1769 y 1779, y en Italia residió tres años, y el primero que publicó fue un periódico titulado "Literature et statisque des nations", Leipzig, 1785 y posteriormente la citada obra traducida al francés por un anónimo en 1788, 2 vols. in-12.º y otra traducción por el barón de Bilderbeck (1764-), mariscal de campo del príncipe Nassau-Saarbruck, nacido en Alsacia, quien dejó otras obras como "Alexandre", Offenbach,1799, 2 vols., in-8.º o "Jeux du destins".
Archenholz también publicó en 1788 "Historia de la Guerra de los Siete Años" y una "Historia de Gustavo de Suecia", precedido de un resumen de la historia de Suecia desde sus tiempos más antiguos hasta el fin del siglo XVI, publicado en Hamburgo en 1801, y durante la época de la Revolución Francesa llegó a ser editor de "Minerva", un periódico literario alemán, publicado en Hamburgo, que le dieron gran reputación durante muchos años y escribió otras obras, con estilo animado y entretenido, muy popular en Alemania, traducidas al inglés y al francés.
La citada obra de Gustavo de Suecia fue traducida por el Caballero Girard Propiac (1760-1823), traductor y compilador, de familia noble de Bourgogne, archivista del departamento del Seine, quien paso a Hamburgo como emigrado, caballero de San Luis, quien dejó otras obras escritas como "Le Plutarque..", 1821, 2 vols., in-12.º o "Les Merevilles du monde", 1823, 2 vols, in-12.º, y en el " Almanague histórico de Berlín" publicó la historia de la guerra de los siete años, con segunda edición en 1793, aumentada y traducida al francés por el barón de Boeck, Estrasburgo, 1789, 2 vols. in-8.º; y en su obra Archenholz observa una estricta cronología de lo acontecido en la guerra, la actuación de los soldados rusos en Pomerania y Neumark, el sitio de Dresde, el estado melancólico de Leipzig, los hechos cometidos por los franceses en Hessia y la frecuente desorganización de sus ejércitos, etc..

## Obras
- Prussia and the Seven Years War 1756-1763, LEONAUR, 2016.
- England:..., Lanham, 2014.
- England und Italien, Heidelberg,1993.
- The history of The Seven Years War in Germany, Frankfort, 1843.
- Histoire des filibusters, París, 1804.
- Histoire de Gustave Wasa, París, 1803, 2 vols.
- Minerva, Hamburgo, 1752-1858.
- Litteratur und Völkerkunde, Dessau, 1782-1786.
- Otras